# Taizhou (Zhejiang)
Taizhou (cinese: 台州; pinyin: Tāizhōu) è una città-prefettura della Cina nella provincia dello Zhejiang.